# Ernst Schmidt jr.
Ernst Schmidt jr. (* 28. Februar 1938 in Hadersdorf am Kamp; † 9. Februar 1988 in Wien) war ein österreichischer Filmregisseur.

## Leben und Wirken
Schmidt wuchs in Wien und Mallon auf, sein Vater fiel 1943 in Russland. Er besuchte die Volksschule in Engelmannsbrunn und Wien sowie die Haupt- und Handelsschule in Wien. Nach einer Tätigkeit als Versicherungsangestellter und Buchhalter besuchte er 1961 bis 1963 die Filmschule der Akademie für Musik und Darstellende Kunst Wien.
1963 begann seine Arbeit an dem Experimentalfilm P.r.a.t.e.r, der 1966 erschien. Es handelte sich um einen mit Lautgedichten des Lyrikers Ernst Jandl unterlegten experimentellen Dokumentarfilm über den Wiener Prater. Aufsehen erregte Schmidt jr. im selben Jahr auch mit Bodybuilding, bei dem er gefilmte Materialaktionen von Otto Muehl verwandte.
In den folgenden Jahren vermochte sich Schmidt jr. über Festivals, Galerien und andere nichtgewerbliche Spielstellen im internationalen Undergroundfilm zu etablieren. Einen Teil seines Kurzfilmschaffens integrierte er in den 1977 erschienenen Langfilm Wienfilm 1896-1976, ein polemisches Zeitbild. Sein einziger Spielfilm Die totale Familie (1982) nach dem Roman Die Merowinger oder Die totale Familie von Heimito von Doderer mit fast ausschließlich Laiendarstellern verstand sich als »Verzerr-Bild« Wiener Lebens.
Ernst Schmidt jr. starb vollkommen mittellos im Alter von 49 Jahren.

## Schriften
- Hans Scheugl, Ernst Schmidt jr.: Eine Subgeschichte des Films. Lexikon de Avantgarde-, Experimental- u. Undergroundfilms. Edition Suhrkamp 471, Frankfurt 1974.
- Linda Bilda (Hg.): Ernst Schmidt jr. Drehen Sie Filme, aber keine Filme! Filme und Filmtheorie 1964-1987. Wien 2001. ISBN 3-85486-100-1